# 2929 Entertainment
2929 Entertainment es una compañía estadounidense de medios audiovisuales que produce televisión y distribuye cine y teatro. Fue fundada en Dallas en el año 2000 por los millonarios Todd Wagner y Mark Cuban, que actualmente siguen siendo sus propietarios.
2929 Productions, HDNet, Magnolia Pictures, los Teatros Landmark y Truly Indie son todas propiedad de 29 Entertainment.